# 武家諸法度
武家諸法度（ぶけしょはっと）は、江戸時代初期の1615年に江戸幕府が諸大名の統制のために制定した基本法（武家法）である。ここでいう武家とは天和令までは旗本御家人や藩士（幕府からみた陪臣）など広い意味での武家は含まず、大名のことを指す（幕臣については武家諸法度を照応した諸士法度で規定され、天和令において統合された）。
最初は元和元年、1615年（正確には慶長末年）に徳川秀忠によって発布されたもの（元和令）だが、徳川吉宗による享保2年（1717年）の享保令まで改定が重ねられた。

## 概要
1615年に、大坂の陣によって豊臣家を滅ぼした徳川家康は、諸大名を伏見城に集め徳川秀忠の命という形で諸大名統制のための全13ヶ条の法令を発布した。これを武家諸法度といい、年号を取って元和令とも呼ぶ。
元々は1611年に家康が大名から取り付けた誓紙3ヶ条で、これに以心崇伝が起草した10ヶ条を付け加えたものである。主に文武や倹約の奨励といった規範を旨としており、それ以外に豊臣政権でも見られた大名同士の婚姻の許可制や、領内に逃げた罪人を匿うことを禁じるなどの統治の制限が含まれていた。特に、この中の居城修補の届出制は、後に福島正則の改易（届出違反自体は減封）に繋がったことでも知られ、しばしば武家諸法度違反が大名の減封や改易の理由に用いられた。また、その違反時の厳罰対象は外様だけではなく譜代も同じであった。
その後、将軍の交代と共に改訂が続けられ、徳川家光が参勤交代の義務化や大船建造の禁に関する条文を加えた1635年の寛永令、徳川綱吉の殉死の禁止や末期養子の緩和などを定めた1683年の天和令、最後の改訂となる徳川吉宗の1717年の享保令（実質は天和令）が知られる。

## 各法令

### 元和令（1615年）
- 発布年：元和元年（1615年、正確には慶長末年）
- 発布者：徳川秀忠
- 起案者：以心崇伝
- 条数：13ヶ条

最初の発布であり、公式には秀忠の命となっているが、実質的には徳川家康が発布者だったと考えられている。内容としては、一般的な規範や、既に慣習として成立していた幕命などを基本法として新たにまとめ、明文化したものである。なお、私的な婚姻を禁ずる規定は以前から存在していたものの、（それ以前は公式に「妻」と称することが出来る女性を複数持つことが可能であったとされるのに対して）幕府が重婚の許可を出さなかった影響として、武家に対する一夫一妻制が確立したとする研究がある。

#### 元和令の条文
現代語訳

### 寛永令（1635年）
- 発布年：寛永12年（1635年）
- 発布者：徳川家光
- 起案者：林羅山
- 条数：19ヶ条

参勤交代の制度化（義務化）や500石以上の大船の建造禁止（大船建造の禁）、奉公構の明文化が追加された。

#### 寛永令の条文
現代訳

### 寛文令（1663年）
- 発布年：寛文3年（1663年）
- 発布者：徳川家綱
- 条数：21ヶ条

ほぼ寛永令に従い、新たにキリスト教禁止の明文化、不孝者の処罰規定の2条が加えられた。一方で、大船建造の禁については商船については例外となった。その他、口上で殉死の禁止が命じられた。

### 天和令（1683年）
- 発布年：天和3年（1683年）
- 発布者：徳川綱吉
- 条数：15ヶ条

文治政治の路線を基に大きな改編がなされた。殉死の禁止や末期養子の禁緩和の明文化のほか、諸士法度との統合がなされた。条文が減っているが、これは統合されたものが多く、前代のものを否定したわけではない。

### 宝永令（1710年）
- 発布年：宝永7年（1710年）
- 発布者：徳川家宣
- 起案者：新井白石
- 条数：17ヶ条

和漢混交文を和文に改訂した上で、儒教の仁政思想（徳治主義）を取り込んで文治政治の理念を明瞭化するなど、より具体的な条文に改定した。

### 享保令（1717年）
- 発布年：享保2年（1717年）
- 発布者：徳川吉宗

宝永令を廃止しての天和令への全面的な差し戻し。